# Олександър Зинченко
Олександър Зинченко (на украински: Олександр Володимирович Зінченко) е украински професионален футболист, който играе като ат полузащитник  и ляв бек и за Арсенал и националния отбор по футбол на Украйна.

## Кариера
Зинченко израства в юношеската школа на Шахтьор Донецк и дебютира професионално през 2015 г. в състава на Уфа.
Преминава в редиците на Манчестър Сити през 2016 г., като през сезон 2016/17 играе под наем в Йонг ПСВ и ПСВ Айндховен.
Дебютира за украинския национален отбор по футбол през 2015 г. и печели наградата Футболист на годината на Украйна през 2019 г.

## Постижения

### Клубни
Манчестър Сити
- Английска висша лига: 2017/18, 2018/19, 2020/21
- ФА Къп: 2018/19
- Купа на Футболната лига: 2017/18, 2018/19, 2019/20, 2020/21
- Къмюнити Шийлд: 2019

### Лични
- Футболист на годината на Украйна: 2019